# Tony Currenti
Tony Currenti est un batteur italien connu pour avoir été le batteur d'AC/DC lors de l'enregistrement de leur premier album, High Voltage (album australien), en 1974. Certaines parties de batterie de cet album ont été enregistrées par le précédent batteur, Peter Clack, que Currenti remplaçait provisoirement. Tony a ensuite été remplacé par Phil Rudd.
Currenti a également été membre du groupe The 69'ers.